# Silver Springs Shores
Silver Springs Shores és una concentració de població designada pel cens dels Estats Units a l'estat de Florida. Segons el cens del 2000 tenia 6.690 habitants.

## Demografia
Segons el cens del 2000, Silver Springs Shores tenia 6.690 habitants, 2.846 habitatges, i 1.886 famílies. La densitat de població era de 541,5 habitants/km².
Dels 2.846 habitatges en un 24,3% hi vivien nens de menys de 18 anys, en un 48,1% hi vivien parelles casades, en un 14,8% dones solteres, i en un 33,7% no eren unitats familiars. En el 29% dels habitatges hi vivien persones soles el 19,5% de les quals corresponia a persones de 65 anys o més que vivien soles. El nombre mitjà de persones vivint en cada habitatge era de 2,34 i el nombre mitjà de persones que vivien en cada família era de 2,87.
Per edats la població es repartia de la següent manera: un 23,9% tenia menys de 18 anys, un 5,9% entre 18 i 24, un 22,2% entre 25 i 44, un 19% de 45 a 60 i un 29,1% 65 anys o més.
L'edat mediana era de 43 anys. Per cada 100 dones de 18 o més anys hi havia 76,6 homes.
La renda mediana per habitatge era de 26.493 $ i la renda mediana per família de 30.723 $. Els homes tenien una renda mediana de 24.798 $ mentre que les dones 18.279 $. La renda per capita de la població era de 13.884 $. Entorn del 8,9% de les famílies i el 12% de la població estaven per davall del llindar de pobresa.

## Poblacions més properes
El següent diagrama mostra les poblacions més properes.